# Maureillas
Der Maureillas ist ein kleiner Fluss in Frankreich, der im Département Pyrénées-Orientales in der Region Okzitanien verläuft. Er entspringt unter dem Namen Clot des Ridoulces, im Albères-Massiv, einem Pyrenäen-Ausläufer, auf dem Gebiet der Gemeinde Maureillas-las-Illas. Der Fluss entwässert im Oberlauf durch das Naturschutzgebiet Vallespir in Richtung Nordnordost und mündet nach rund 15 Kilometern im Gemeindegebiet von Le Boulou als rechter Nebenfluss in den Tech. In seinem Unterlauf quert der Maureillas die Autobahn A9.

## Orte am Fluss
(Reihenfolge in Fließrichtung)
- La Selva, Gemeinde Maureillas-las-Illas
- La Clapera, Gemeinde Maureillas-las-Illas
- Maureillas-las-Illas
- Mas d’en Baptista, Gemeinde Maureillas-las-Illas
- Sant Martí, Gemeinde Le Boulou